# رايموند ليسلي
رايموند ليسلي (بالإنجليزية: Raymond Lisle)‏ هو موظف مدني ومحامي أمريكي، ولد في 28 نوفمبر 1910 في بروكلين في الولايات المتحدة، وتوفي في 13 فبراير 1994 في فريبورت في الولايات المتحدة.